# Seznam estonskih ekonomistov
Seznam estonskih ekonomistov.

## H
- Ardo Hansson (1958)

## K
- Nikolai Köstner (1889-1959)

## N
- Ragnar Nurkse (1907-1959)
- Ülo Nugis (1944-2011)

## R
- Väino Rajangu (1945)